# Quatre morceaux de salon
Quatre morceaux de salon is een compositie van Christian Sinding. Het is een van de vele verzamelingen werkjes voor piano solo, die de componist opleverde. Er zijn (anno 2013) geen opnamen meer voorhanden, echter de bladmuziek is (nog) volop leverbaar.
De vier stukjes zijn:
1. étude in allegro
2. rondoletto in allegro
3. sérénade  in andante amoroso
4. tempo di valse